# 腊八蒜

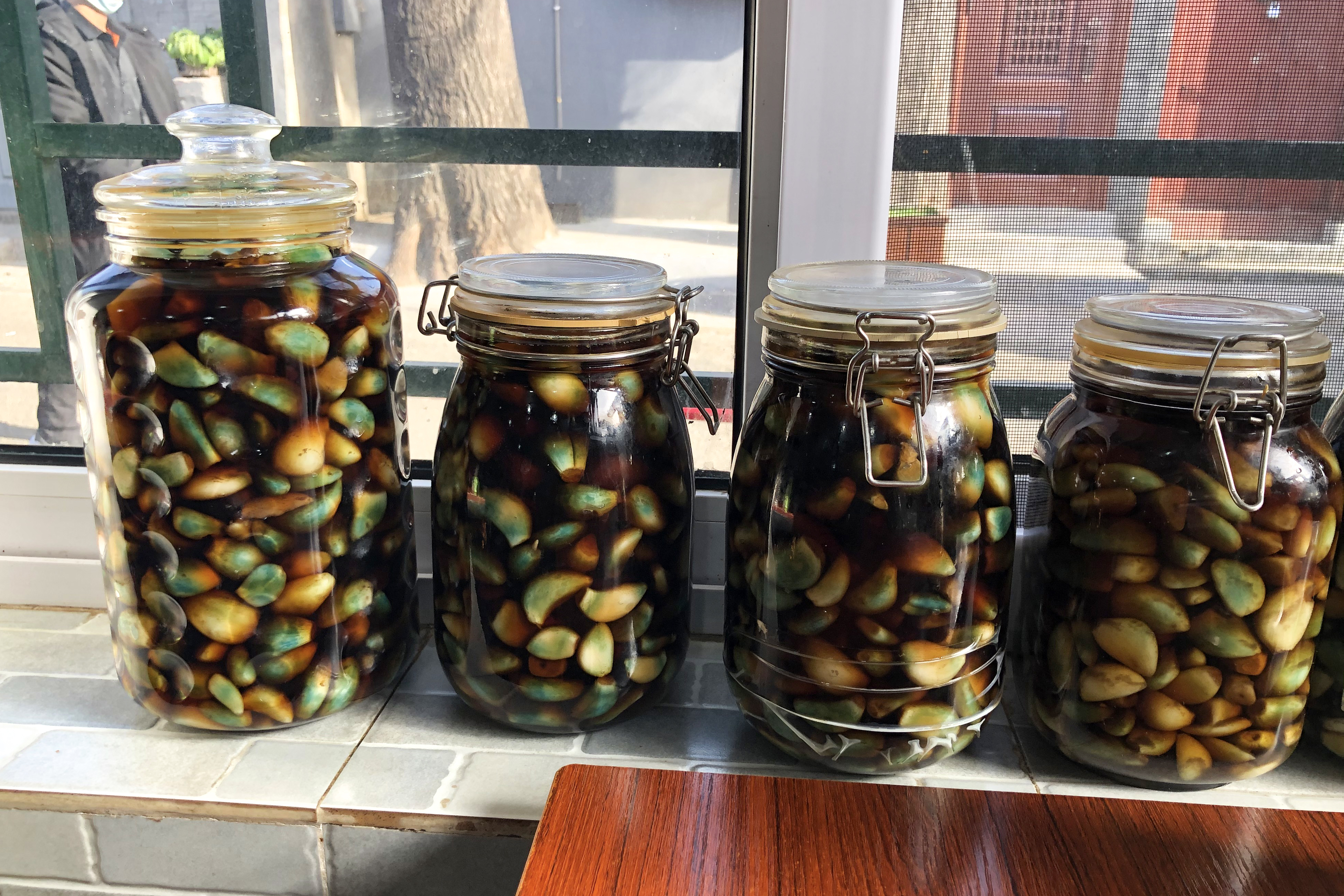
泡在醋缸中腌渍的腊八蒜

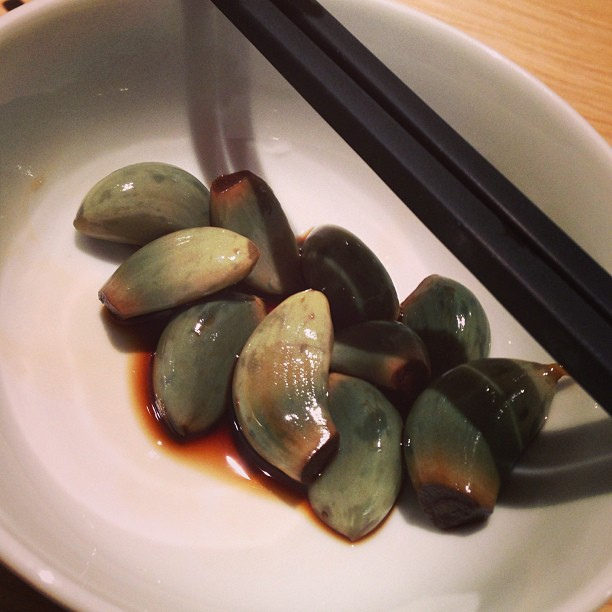
腌渍后呈绿色的腊八蒜

腊八蒜是用醋腌渍的蒜，成品颜色翠绿，口味偏酸微辣。因多在农历十二月初八（腊月初八，腊八节）进行腌渍，故称腊八蒜。但一般只要用醋腌而成品為綠色的蒜，都叫“腊八蒜”。
腊八醋腌渍腊八蒜的醋也称腊八醋。泡腊八蒜的习俗在中国北方地区较为流行。腊八蒜与腊八醋同是春节期间与饺子一同食用的中国传统食品之一，另外也有将腊八蒜作为春节小菜食用的。

## 文化
腊八蒜流传的具体历史不明，在民间通俗的说法是“蒜”与“算”同音，商人多在腊月初八对一年的财务收支状况进行统计，债权人则在这一天前去收债，因时间靠近中国的传统节日春节，故商号多避讳直接上门讨债，而采用赠送债务人醋腌蒜的方式以隐讳的表达收债之意。

## 制法
准备一个密闭容器，将大蒜除去外皮洗净，把蒜瓣与醋一同加入容器中封口，依照个人口味也有添加糖、盐的腌渍方式。置于温度较低的环境下。放置时间不固定，一般约20天，直至颜色变绿为止。
部分地区及家庭中流传一种关于腊八蒜的“正统”制法，即专门使用紫皮蒜和米醋在腊月初八腌渍。